# Salt River (Kentucky)
Salt River – rzeka w amerykańskim stanie Kentucky, dopływ rzeki Ohio.